# Городская электричка

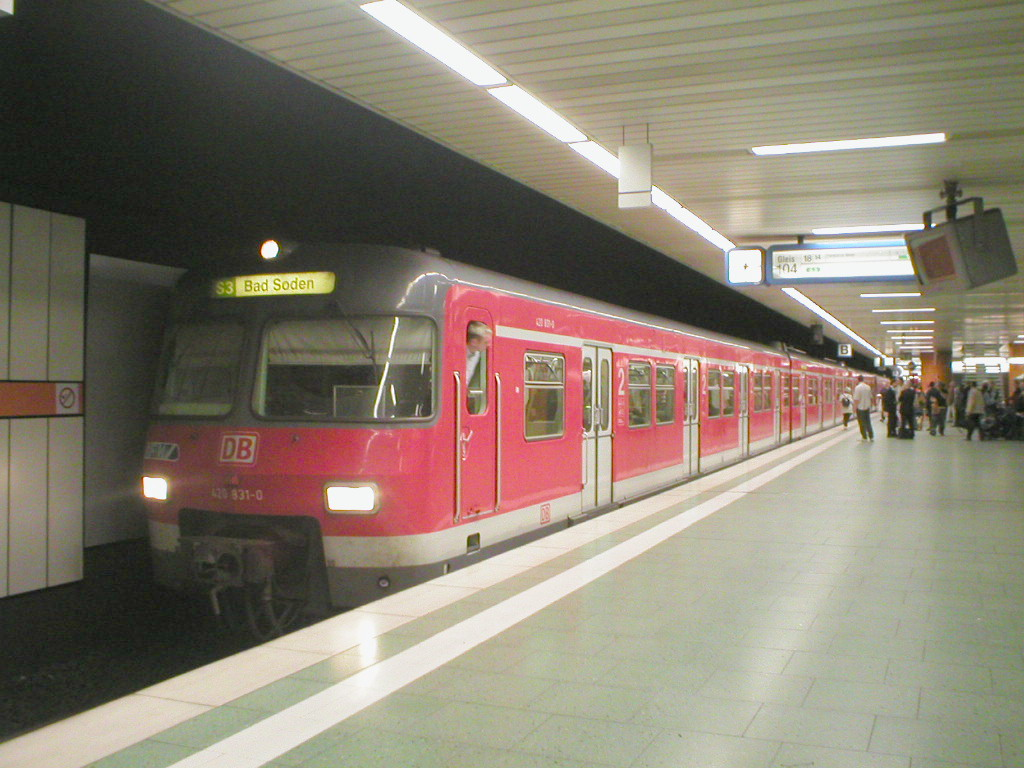
Состав серии 420 на линии S-Bahn Rhein-Main

Сравнение метро (слева) и городской электрички (справа). Множество её веток, идущих из разных пригородов, в центре города сходятся в одну линию, напоминающую ветку метро

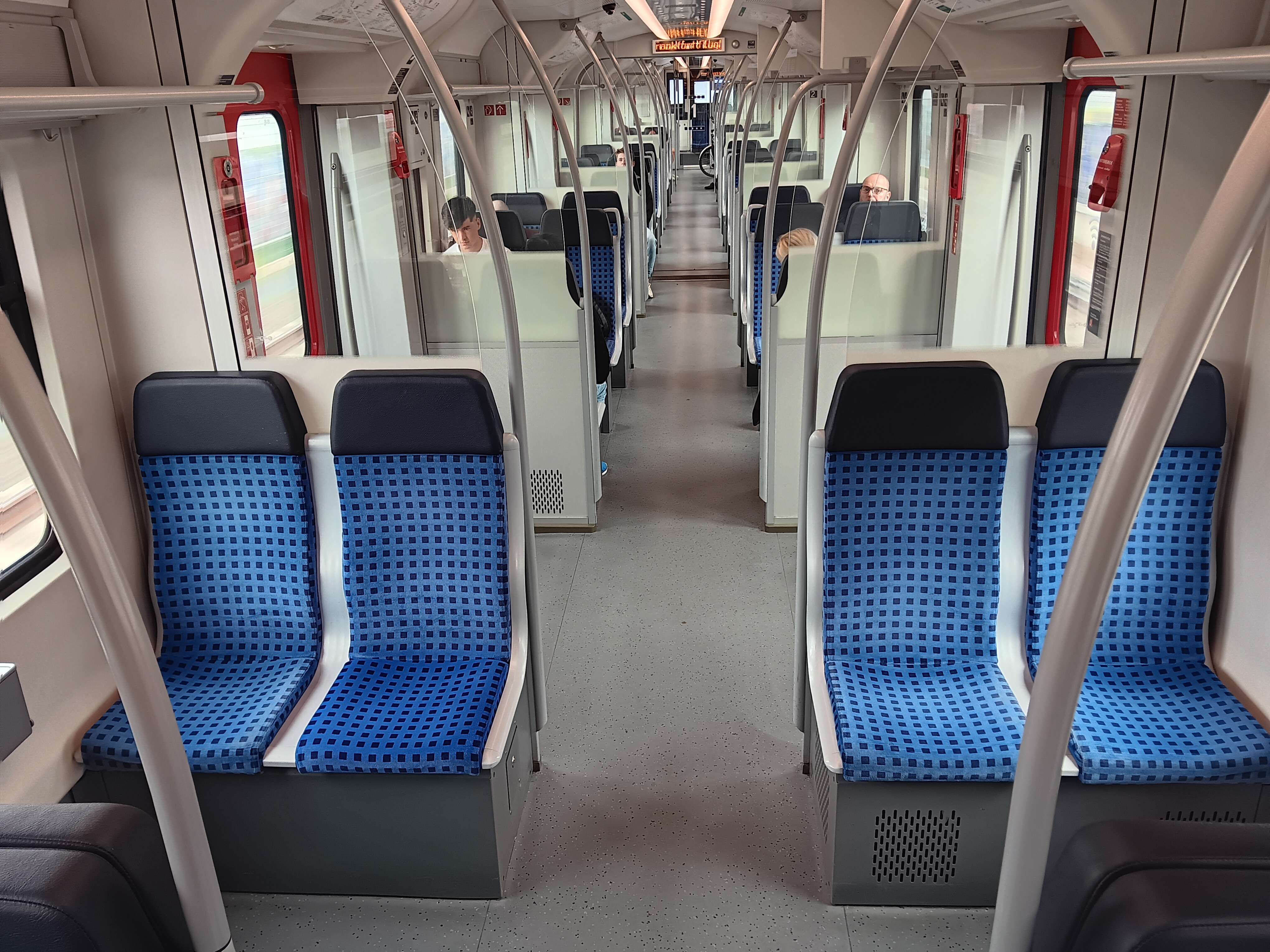
Салон поезда серии 430

Городская электричка (пригородно-городской поезд, городской поезд, городская железная дорога, S-Bahn) — один из видов железнодорожного транспорта городской агломерации, используемый как городской, пригородный и ближний междугородный транспорт. Городская электричка занимает промежуточное положение между городским общественным транспортом и классическими пригородными поездами и использует обычные железнодорожные линии в пределах и вне города, при этом нередко имеет и выделенные пути.
Первая подобная система работает в Берлине под названием S-Bahn с 1930 года (отдельные участки датируются 1870-ми), сформировавшись из сети пригородных железных дорог, впоследствии дополненных кольцевой линией, соединяющей конечные станции, в 1882 году — линией «Stadtbahn» («городская железная дорога»), идущей с востока на запад через центр по насыпи и эстакадам, а в 1939 — ещё одной прямой линией через центр, «Nord-Süd», идущей с юга на север, и проходящей под центром города в тоннеле. Формирование особой идентичности сети началось с установления специального тарифа, отличавшегося от обычного железнодорожного.
В настоящее время аналогичные системы действуют и в других городах и странах под разными наименованиями.

#### Отличия от других систем пригородного и межрегиональногожелезнодорожного сообщения

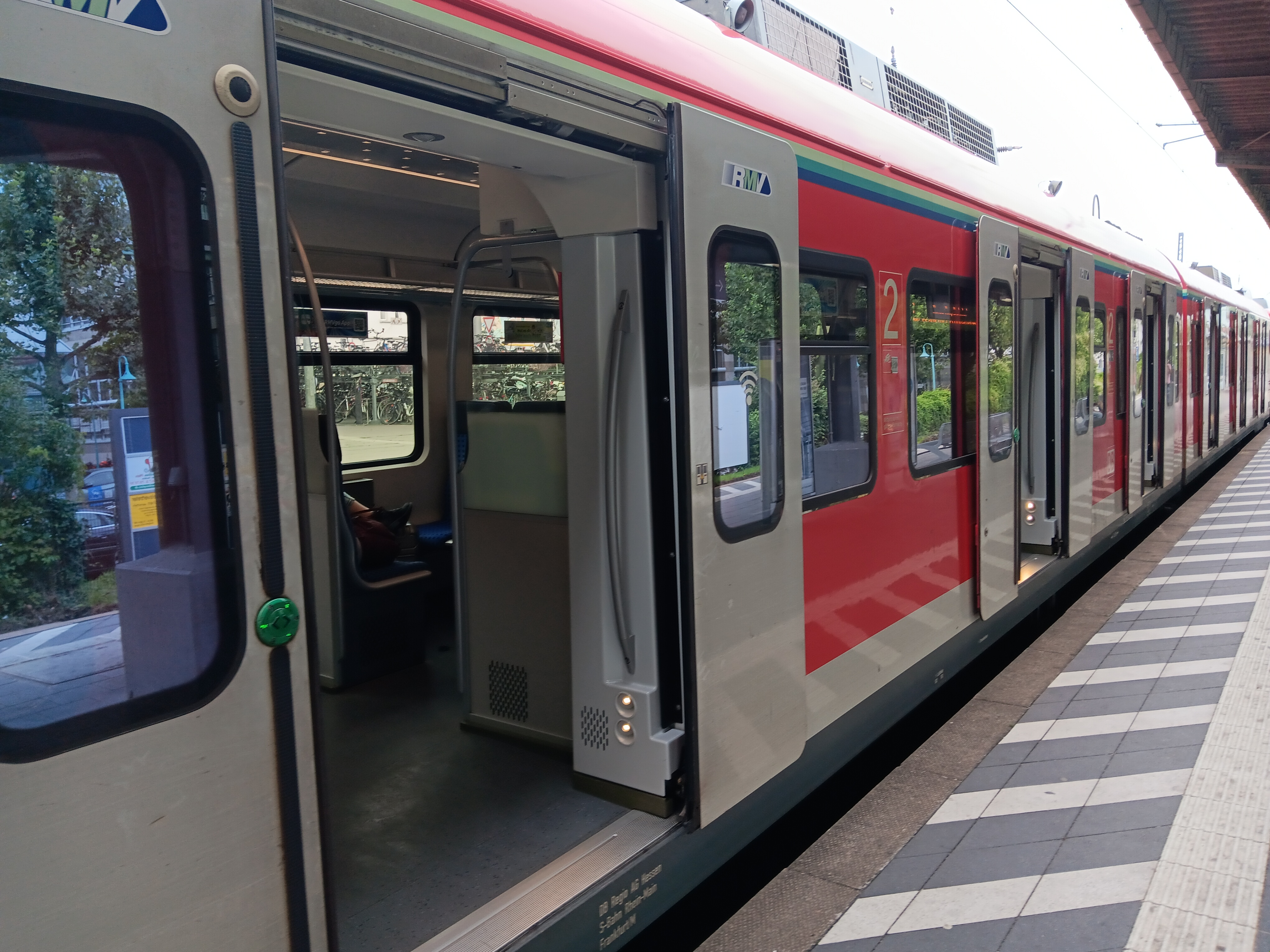
Поезд серии 430. Частое расположение дверей и отсутствие тамбуров — характерные особенности подвижного состава городской электрички

Отличительными особенностями систем городской электрички являются:
- Сквозное прохождение линий через центральные части крупных городов (часто на эстакадах или в тоннелях)[1]
- Наличие быстрых и удобных пересадок на метро и/или другие виды магистрального общественного транспорта (LRT/BRT)[1]
- Система оплаты, интегрированная с оплатой общественного транспорта[1]
- Тактовое движение поездов[1]
- Подвижной состав, салон которого спроектирован именно под данный тип сообщения и не встречается на других маршрутах. Характерно отсутствие тамбуров и более часто (по сравнению с региональными поездами) расположенные двери, типичное расположение кресел — 2+2[7][8]
- Платформы на одном уровне с полом вагонов[8][9]

#### Отличия от системметро
- выход концов веток в пригороды
- большая глубина тоннелей и расстояние между станциями
- подвижной состав, рассчитанный на большие, по сравнению с метро, пассажиропотоки
- для питания, как правило, используется контактный провод, а не контактный рельс
- наземная железнодорожная структура может использоваться совместно с пригородными поездами и поездами дальнего следования
- более частое, по сравнению с метро, прохождение поездов разных веток по одной эстакаде или в одном тоннеле (вилочное движение)

## Азия

### Китай
В Пекине и Шанхае есть линии, которые функционируют аналогично S-Bahn или RER, соединяя центр города с пригородами и другими городами в регионе.

### Япония
В Японии существует несколько систем, в той или иной степени соответствующих критериям городской электрички. Одна из наиболее известных — система JR East в Токио, включающая в себя линии Яманотэ, Тюо и другие. Эти линии обслуживают как центр города, так и пригородные районы, предлагая высокую частоту движения и удобные пересадки на другие виды транспорта. Также стоит упомянуть линию Кэйхин-Тохоку и линию Сайкё, также соединяющие центр Токио с пригородами и соседними городами.

## Европа

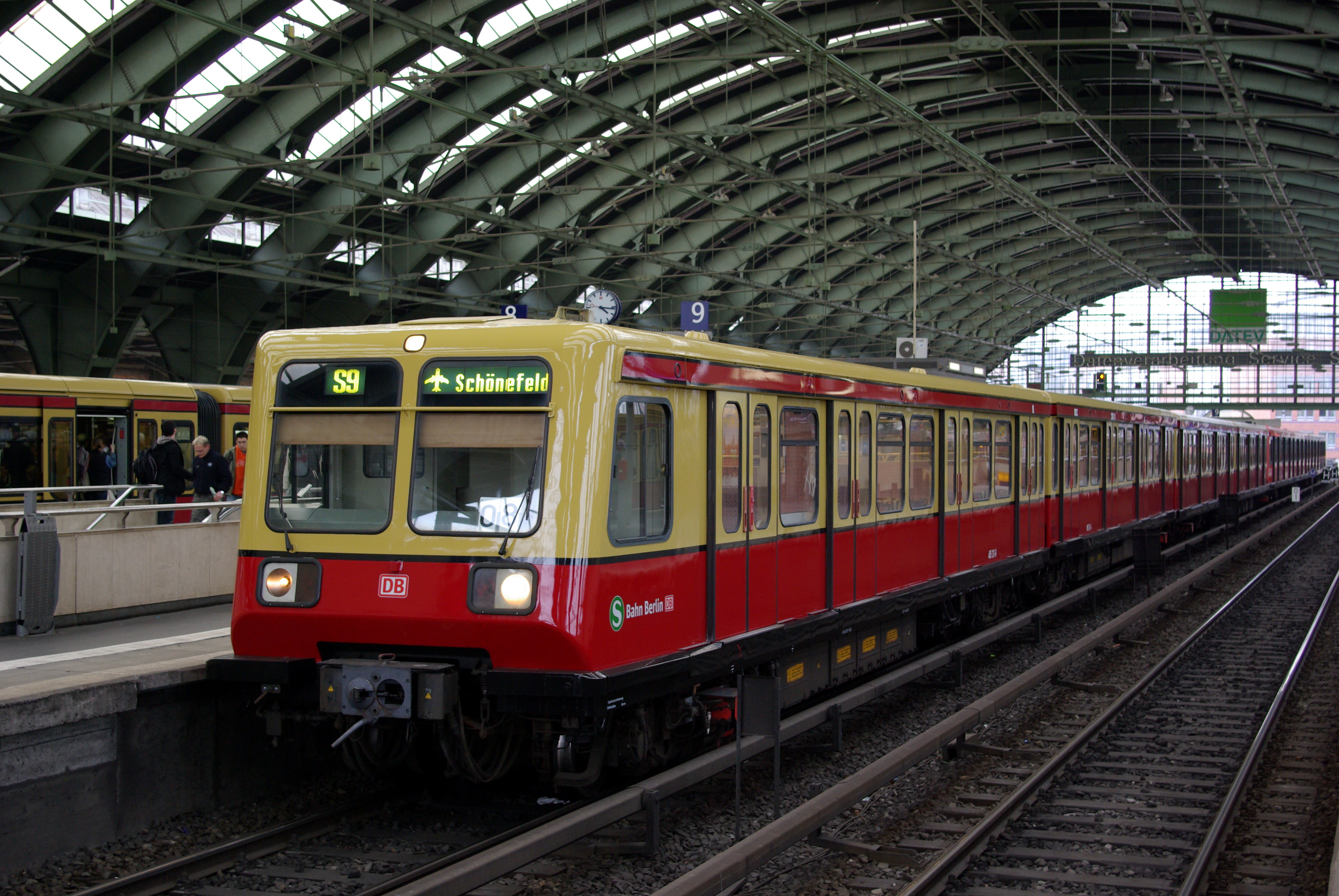
Состав S-Bahn серии 485/885 на станции Берлин-Восточный

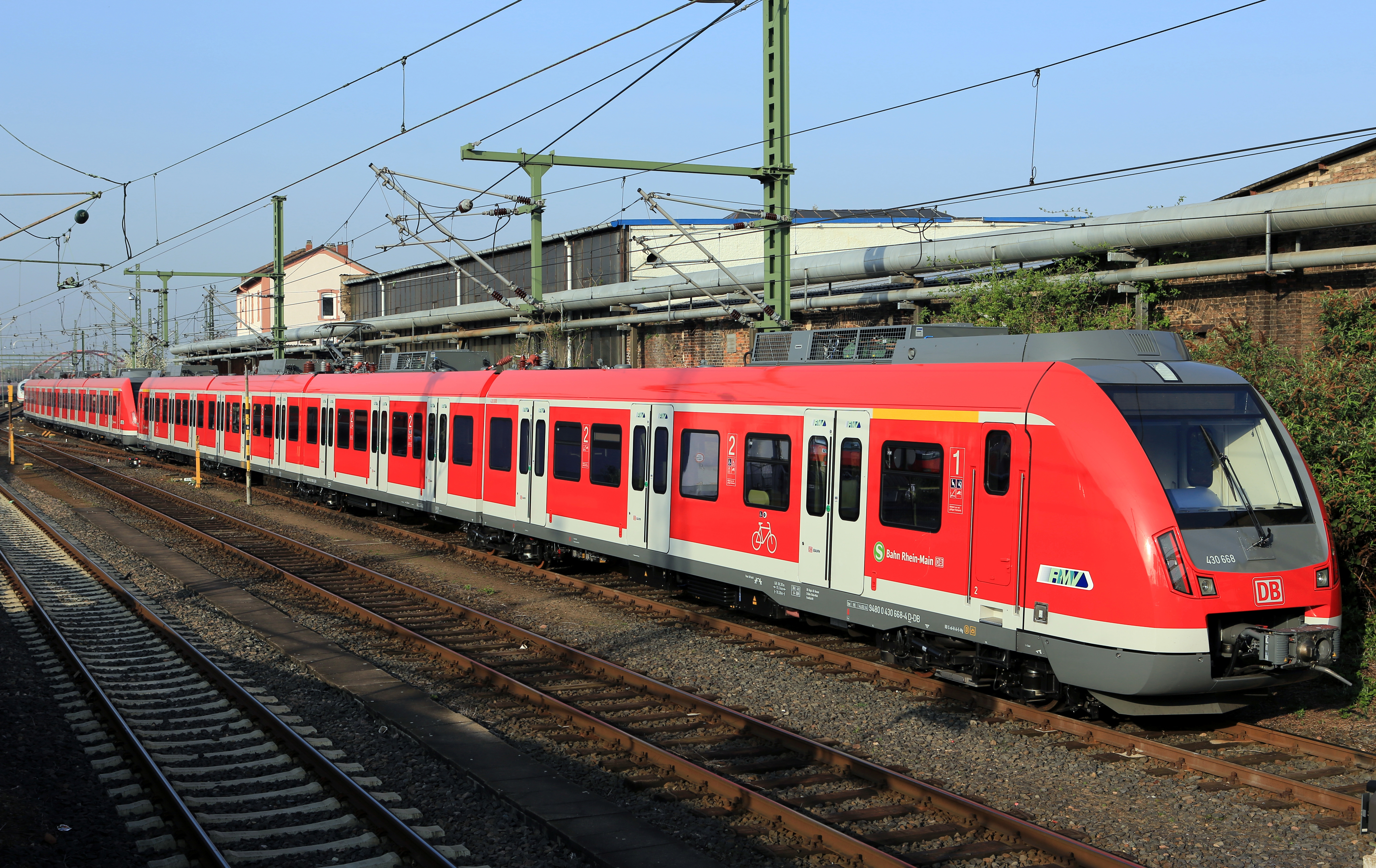
Состав S-Bahn серии 430 во Франкфурте-на-Майне

### Дания
Система обслуживает Копенгаген и его окрестности.

### Италия
В Милане действует система городской электрички S-Lines, аналогичная S-Bahn.

### Россия

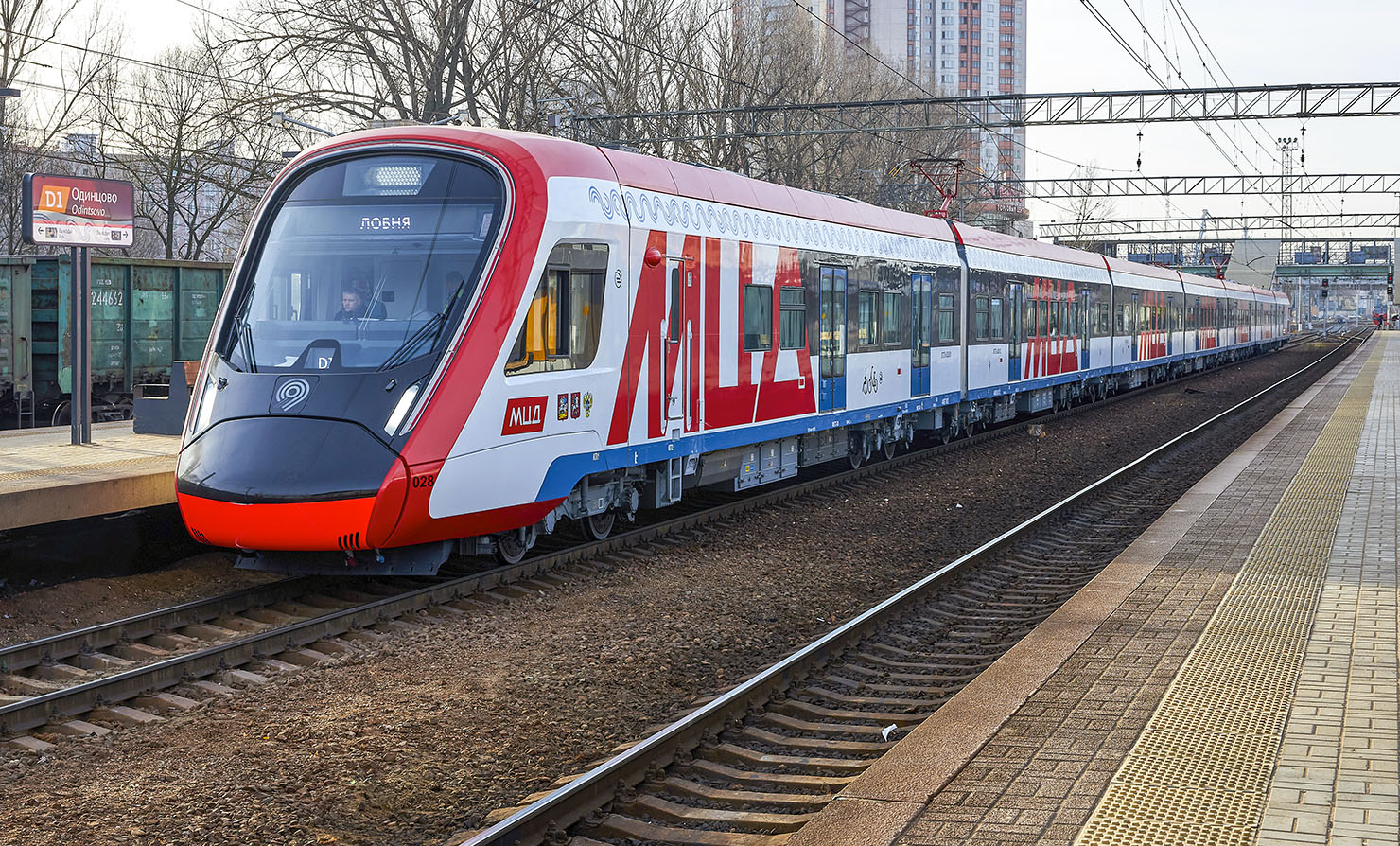
Электропоезд ЭГ2Тв «Иволга» на станции МЦД

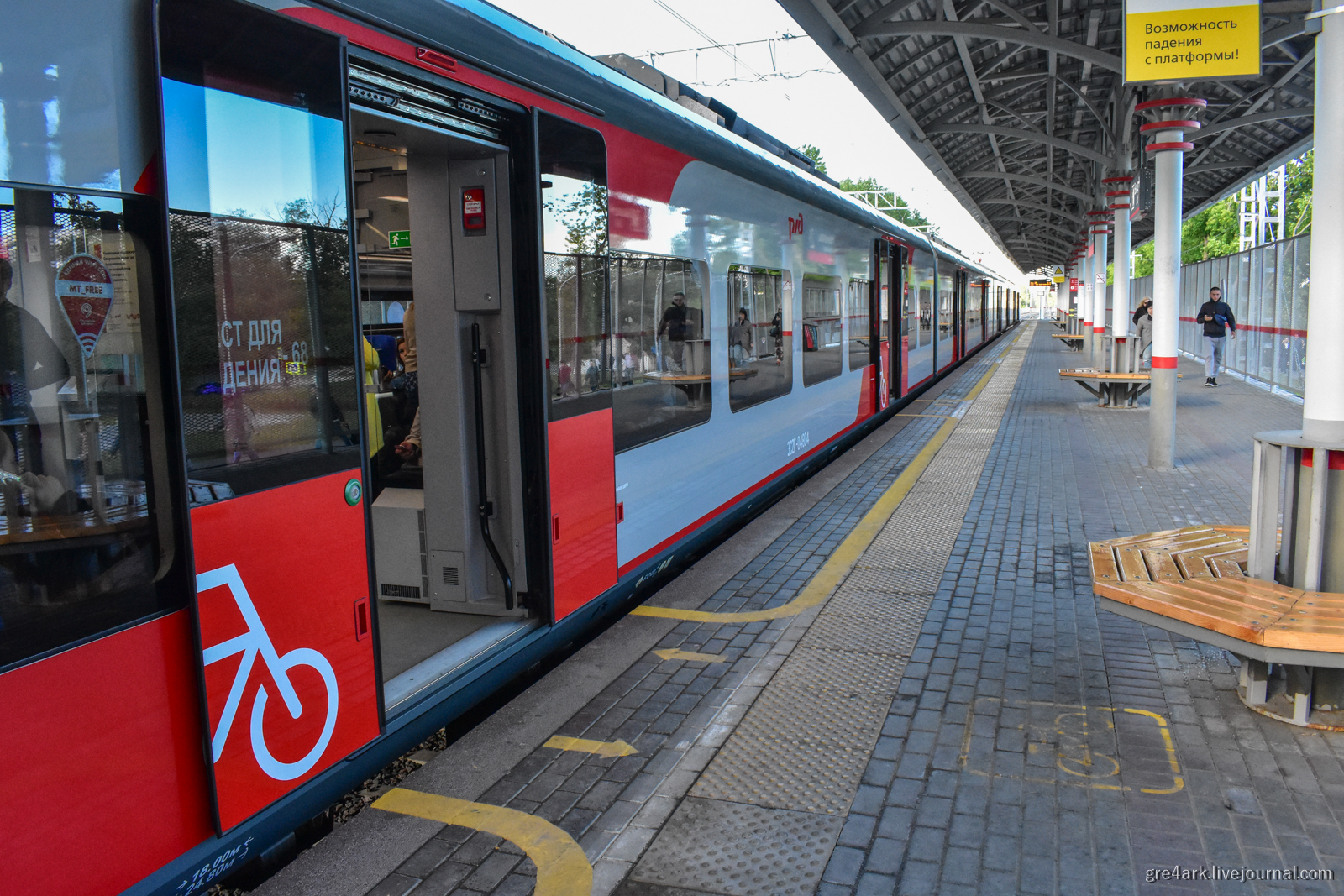
Электропоезд Ласточка на МЦК

Единого названия для систем городских железных дорог в России нет. Наиболее часто используется термин «городская электричка». Полноценными линиями городской железной дороги как минимум являются МЦК и МЦД в Москве: их сходство с системами S-Bahn многократно подчёркивалось в официальных заявлениях и прессе.
| Система                               | Месторасположение                      | Регион                     | Дата открытия         | Линии | Длина   | Подвижной состав | Компания                                                   |
| ------------------------------------- | -------------------------------------- | -------------------------- | --------------------- | ----- | ------- | ---------------- | ---------------------------------------------------------- |
| МЦД                                   | Москва; Московская область             | Москва; Московская область | 21 ноября 2019 года   | 4     | 303 км  | ЭГ2Тв; ЭП2Д      | ЦППК                                                       |
| МЦК                                   | Москва                                 | Москва                     | 10 сентября 2016 года | 1     | 54 км   | ЭС2Г             | Московский метрополитен, подвижной состав арендуется у РЖД |
| Нижегородская городская электричка    | Нижний Новгород; Нижегородская область | Нижегородская область      | 24 июня 2013 года     | 3     | 71,2 км | ЭД9Э; ЭП3Д       | ВВППК                                                      |
| ПЦК                                   | Пермь                                  | Пермский край              | 30 апреля 2022 года   | 1     | 47 км   | ЭС2Г             | РЖД                                                        |
| Южно-Сахалинская городская электричка | Южно-Сахалинск                         | Сахалинская область        | апрель 2023 года      | 4     |         | РА3              | ПК Сахалин                                                 |

По состоянию на конец лета 2023 года в Санкт-Петербурге планируется строительство системы городской электрички на базе существующей железнодорожной инфраструктуры по аналогии с МЦД. Планируется строительство двух полуколец, одно из которых соединяло бы Ораниенбаум с Сестрорецком, а другое — Гатчину и Тосно. Также по состоянию на 2020 год рассматривалась концепция строительства для нужд городской электрички тоннеля между Балтийским и Финляндским вокзалами. По состоянию на 2023 планы не реализованы, за что городские власти подвергаются критике. В качестве причин задержек с реализацией называется перегруженность грузовым трафиком Финляндского железнодорожного моста — единственного моста, соединяющего железнодорожные системы двух берегов Невы в черте города, решением данной проблемы, опять таки, может стать строительство тоннеля под центральной частью города.
В Москве (помимо вышеперечисленных), Екатеринбурге, Новомосковске (Тульская область), Волгограде, Сочи, Казани, Владивостоке, Красноярске, Новосибирске, Перми, Ростове-на-Дону, Рязани, Санкт-Петербурге, Уфе, Челябинске, Калининграде, Братске существуют внутригородские или внутриагломерационные маршруты пригородного сообщения, однако ни одну из этих систем нельзя назвать городской железной дорогой из-за отсутствия большинства характерных особенностей городской электрички (сравнительно редкое и нерегулярное движение, отсутствие интегрированной с городским общественным транспортом системы оплаты, и так далее).

### Франция

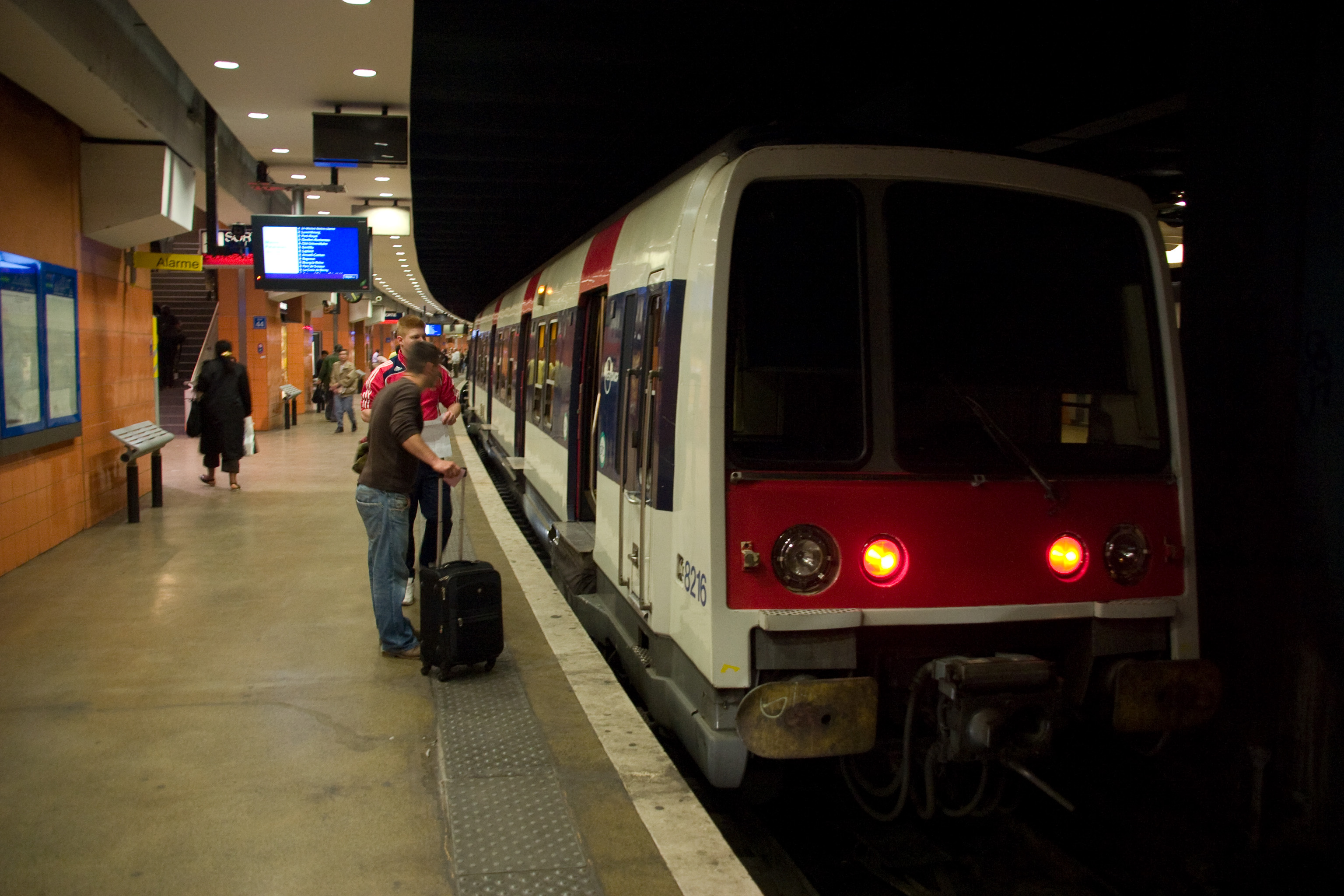
Состав RER серии MI 79 на Северном Вокзале Парижа

Во Франции существует система городской электрички RER (фр. Réseau Express Régional, региональная экспресс-сеть). В Париже поезда RER используют тоннели (система RER во многом интегрирована с парижским метро), а за городом выходят на поверхность. К настоящему моменту существует пять линий RER, обслуживающих Париж и парижский регион Иль-де-Франс.

### Украина
Городская электричка функционирует в Киеве по кольцевому маршруту.

### Другие страны Европы
В Чехии действуют две системы Esko: в Праге и в Моравосилезском крае. В настоящее время в Бельгии ведётся создание подобной RER системы с центром в Брюсселе. Схожие системы имеются в Швеции(Pendeltåg в Стокгольме), в Венгрии (HEV), Греции(Προαστιακός), Польше (SKM в Варшаве) и некоторых других странах. В числе последних из созданных в Европе систем S-Bahn — городской поезд в Белграде, открытый в 2010 году.

## Ближний восток

### Израиль
Красную линию Тель-Авивского LRT иногда называют городской электричкой, хотя эта система может также быть классифицирована как метротрам.

### Турция
| Система    | Месторасположение | Регион    | Дата открытия   | Линии | Длина   | Подвижной состав | Компания  |
| ---------- | ----------------- | --------- | --------------- | ----- | ------- | ---------------- | --------- |
| Başkentray | Анкара            | Анкара    | 12 апреля 2018  | 1     | 60 км   | E23000           | TCDD      |
| Gaziray    | Газиантеп         | Газиантеп | 5 ноября 2022   | 1     | 25 км   | E23000           | TCDD      |
| İZBAN      | Измир             | Измир     | 30 августа 2010 | 4     | 136 км  | E22000, E22100   | İZBAN A.Ş |
| Marmaray   | Стамбул           | Стамбул   | 29 октября 2013 | 1     | 76.6 км | E32000           | TCDD      |

## Северная Америка
Поначалу широкое использование железнодорожного транспорта в городах Северной Америки (как в виде городских систем надземных поездов и первых линий метро, так и пригородно-городских линий электропоездов) пришло в упадок в период интенсивной автомобилизации. Некоторые линии «надземок» были заменены подземными линиями метро, другие вошли в состав метрополитенов в виде их наземных/надземных участков.
С 1980-х годов наблюдается рост популярности как систем пригородного-городского железнодорожного транспорта в США (по состоянию на 2010 год таких систем, известных как англ. commuter rail от англ. commuting — маятниковая миграция, насчитывается более двадцати), так и оставшихся «надземок», известных как англ. El (от слова англ. elevated — поднятый) и имеющих признаки и S-Bahn’а и метрополитена (или лёгкого метро).
В Нью-Йорке с 1908 года под руководством Портового управления действует система PATH, доставляющая пассажиров из Нью-Джерси через тоннель под рекой Гудзон к подземным терминалам у Центра международной торговли и Пенсильванского вокзала. Под управлением Metropolitan Transportation Authority находятся пригородные маршруты системы Metro-North, которые перевозят пассажиров с северного направления от пригородов в штатах Нью-Джерси, Нью-Йорка и Коннектикута к подземному терминалу на Центральном вокзале; универсальные дизель-электрические локомотивы проходят наземные маршруты на дизельной тяге, а в тоннелях переключаются на электрическую тягу с использованием третьего рельса. Также MTA управляет линией на Лонг-Айленд (LIRR) с терминалами в районе Пенсильванского вокзала и на Атлантик-авеню в Бруклине; линия практически полностью электрифицирована, за исключением самых отдалённых маршрутов. Хотя центральные станции этих линий соединяются переходами со станциями метрополитена Нью-Йорка, они используют свои собственные системы оплаты проезда и тарифы для поездок внутри города.
В агломерации Сан-Франциско работает система пригородно-городского электропоезда BART, имеющая центральный подземный участок, образующий единые пересадочные узлы со станциями Muni Metro и исторической трамвайной линией F, при этом используются раздельные системы оплаты и тарифы проезда.